# Manu Koné
Kouadio Emmanuel Boris „Manu“ Koné (* 17. Mai 2001 in Colombes) ist ein französischer Fußballspieler ivorischer Abstammung, der seit Sommer 2024 bei der AS Rom unter Vertrag steht. Der Mittelfeldspieler ist französischer Nationalspieler.

## Karriere

### Verein
Koné wurde als Sohn ivorischer Eltern in Colombes im Pariser Ballungsraum geboren, begann seine fußballerische Ausbildung bei AM Villeneuve-la-Garenne und spielte anschließend in den Juniorenauswahlen des Paris FC sowie des AC de Boulogne-Billancourt, bevor er sich im Juli 2016 der Jugendabteilung des FC Toulouse anschloss. In der Saison 2018/19 spielte er erstmals in der Reservemannschaft FC Toulouse II, welche in der fünftklassigen Championnat National 3 spielte. Am 24. Mai 2019 (38. Spieltag) debütierte er bei der 1:2-Auswärtsniederlage gegen den FCO Dijon in der höchsten französischen Spielklasse, als er in der Startformation stand und nach 69 gespielten Minuten für Jimmy Durmaz ausgewechselt wurde. In dieser Spielzeit bestritt er 13 Ligaspiele für die zweite Mannschaft und eben dieses eine für die erste Auswahl.
Die folgende Saison 2019/20 begann er als Stammspieler bei der Reserve, wurde aber bereits im November 2019 endgültig in die erste Mannschaft des kriselnden Erstligisten beordert. Ab diesem Zeitpunkt startete er auch dort regelmäßig. Am 18. Dezember 2019 erzielte er bei der 1:4-Ligapokalniederlage gegen Olympique Lyon sein erstes Tor im Trikot der Violets. Bis zum Abbruch der Ligameisterschaft aufgrund der COVID-19-Pandemie holte er mit dem FC Toulouse in seinen 13 Ligaeinsätzen nur einen Zähler und stand abgeschlagen auf dem letzten Tabellenrang, weshalb der Abstieg in die zweitklassige Ligue 2 angetreten werden musste.
Ende Januar 2021 erwarb Borussia Mönchengladbach die Transferrechte an Koné. Der 19-Jährige unterschrieb einen Vertrag bis zum 30. Juni 2025 und verbleibt bis zum Ende der Saison 2020/21 auf Leihbasis in Toulouse. Koné kam in dieser Saison auf 36 Zweitligaeinsätze (24-mal von Beginn), in denen er 3 Tore erzielte.
Zur Saison 2021/22 erfolgte schließlich der Wechsel in die Bundesliga zu Borussia Mönchengladbach. Im Sommer 2024 zog es ihn weiter in die italienische Serie A zur AS Rom.

### Nationalmannschaft
Zwischen Oktober 2018 und März 2019 absolvierte Koné fünf Länderspiele für die französische U18-Nationalmannschaft, in denen ihm ein Torerfolg gelang. Seit September 2019 war er für die U19-Junioren im Einsatz, weitere Partien folgten nicht, da der internationale Spielbetrieb aufgrund der COVID-19-Pandemie unterbrochen wurde.
Im Juni 2022 debütierte er im Rahmen der Qualifikation für die U21-Europameisterschaft 2023 in der französischen U21-Nationalmannschaft. 2024 gewann er die Silbermedaille beim olympischen Fußballturnier.
Im September 2024 debütierte Koné unter Didier Deschamps in der A-Nationalmannschaft.